# Waitakere City FC
Waitakere City FC – nowozelandzki klub piłkarski z siedzibą w Waitakere, występujący w Northern Premier League. Założony w 1989 w Auckland, po fuzji w 1991 z Massey AFC klub przeniósł się do Waitakere. Pięciokrotny zdobywca mistrzostwa Nowej Zelandii w New Zealand National Soccer League.

## Osiągnięcia
- Mistrzostwa Nowej Zelandii (5): 1990, 1992,1995, 1996 i 1997;
- Zdobywca Chatham Cup (3): 1994, 1995 i 1996[2].